# MOS科技

MOS科技公司（Metal Oxide Semiconductor）是一家美国的半导体公司。
它成立于1969年，最初为德州仪器设计计算器芯片并为雅达利制造大型電玩。1975年，数名摩托罗拉6800芯片的设计师为了生产一款廉价的产品而加盟MOS，他们在6800的基础上开发出6500系列芯片，被广泛应用于红白机、苹果计算机之中。第二年该公司被Commodore收购，更名为Commodore半导体集团。